# Everything Must Go (film)
Everything Must Go è un film del 2010 diretto da Dan Rush, tratto dal racconto Why Don't You Dance? di Raymond Carver ed interpretato da Will Ferrell, Rebecca Hall e Laura Dern.

## Trama
Nick Halsey, impiegato da sedici anni nella stessa azienda, nella stessa giornata perde il lavoro e la moglie Catherine lo lascia facendogli trovare un biglietto e tutte le sue cose sparse fuori casa. In piena crisi esistenziale si decide a sbarazzarsi di tutte le sue cose e, soprattutto, della sua dipendenza dall'alcool. Solo con l'aiuto di una vicina, Samantha, e di un bambino che vuole imparare a giocare a baseball, riuscirà a rimettersi in piedi.

## Distribuzione
La pellicola è stata distribuita nelle sale cinematografiche statunitensi il 13 maggio 2011 dalla Lions Gate Entertainment.